# 豪勢な恋人たち

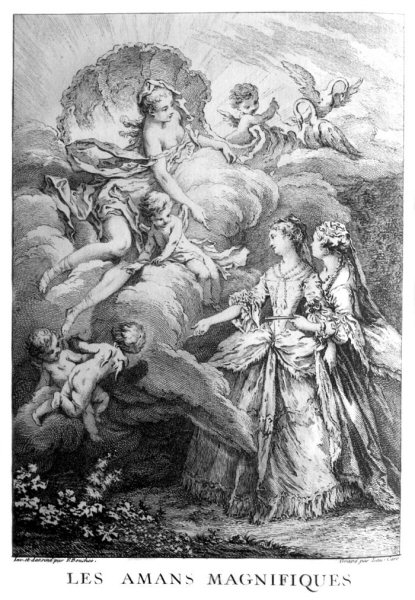
1734年版モリエール全集挿絵。第4幕のヴィーナス降臨の場面。

『豪勢な恋人たち』（仏語原題：Les Amants magnifiques  ）は、モリエールの戯曲。1670年発表。サン＝ジェルマン＝アン＝レー城にて同年2月4日初演。

## 登場人物
- アリスティオーヌ…女王、エリフィル姫の母親
- エリフィル…女王の娘
- クレオニス…エリフィル姫の侍女
- コレーブ…女王の従者
- イフィクラート…豪勢な恋人。王子。
- ティモクレス…〃
- ソストラート…大将、エリフィル姫の恋人
- クリティダス…宮廷の道化師、エリフィル姫に仕えている
- アナクサルク…占星術師
- クレオン…アナクサルクの息子
- 偽のヴィーナス

クリティダスをモリエールが演じた。

## あらすじ
舞台はテッサリア、甘美なテンピ渓谷。

### 第1幕
豪勢なお祭りが開催されているというのに、ソストラートは何やら思い悩んでいる。クリティダスは一人で思い悩むソストラートを見ていたが、彼がエリフィル姫に恋をしていることを看破した。恋を見破られて動揺するソストラート。彼は戦争においては猛将だが、恋となると途端に臆病になって震えだしてしまうのだった。ところが、そうなってしまうのも無理はない。ソストラートと姫では、あまりに身分が違いすぎるからである。その上、2人の王子が毎日毎日、彼女の気を惹こうと頑張っている始末。クリティダスは、ソストラートに恋を成就させるために協力を申し出た。クリティダスは姫のお気に入りだから、折を見て話をしてみるという。そこへ女王・アリスティオーヌやイフィクラート、ティモクレスら王子（＝豪勢な恋人たち）がやってきた。王子たちは、毎日エリフィル姫の気を惹こうと頑張っているが、彼女の気持ちが一向に読めないので困っている。そこで女王は、姫の素直な気持ちを聞き出す役としてソストラートを選んだ。固辞しようとするソストラートだったが、逆らえるわけもないのだった。自分の味方になるよう、それぞれの豪勢な恋人から頼まれ、適当に返事をしているクリティダスであったが、そこへエリフィル姫がやってきた。ちょうどよかったと話を持ち掛けようとするクリティダス。

### 第2幕
早速約束した通り、エリフィル姫にソストラートの話を持ち掛けるクリティダス。どうやらエリフィルのほうでも、ソストラートを思っているようだ。そこへ女王から命じられた役割を果たすために、ソストラートがやってきた。エリフィルはソストラートに、どちらの王子がより素晴らしいか意見を求めるが、彼は自分の気持ちに嘘はつけず、姫君にふさわしい人間などいないと述べるに留めた。そこへ女王の従者・コレーブがやってきた。再び王子の見世物が始まるから、森へ一緒に行こうとのことだった。

### 第3幕
相変わらずの催しの素晴らしさに感激する女王・アリスティオーヌであったが、一体いつ王子に返事をするつもりかとエリフィルに質した。エリフィルはそれに応えて、自分では決めかねるので、どちらの王子がふさわしいかはソストラートに決めてもらおうと提案する。アリスティオーヌもその提案に賛成である。当然嫌がるソストラートは、「今度こそは」と懇請し、なんとか固辞することに成功した。では一体どうするか、占星術に任せてみてはどうかという意見も出たが、ソストラートが反対し、結局何も決まらなかった。美しい洞窟へ向かうアリスティオーヌとエリフィルであった。

### 第4幕
女王・アリスティオーヌは、エリフィルと2人きりになって真意を聞き出そうとする。ところがエリフィルは、何も答えず、ただ結婚をせかさないようにお願いするばかりであった。そこへ突然、ヴィーナスが降臨した。ヴィーナスは「女王の命を救ったものを娘婿とせよ」という。そう仰るなら、と素直にそれを受け入れる女王であった。ところがヴィーナスは、アナクサルクによる策略だった。2人の王子に手を貸してくれと頼まれているが、イフィクラートのほうが賄賂などの条件がいいので、彼に協力することにしたという。毎晩一人で岸辺を散歩する女王を海賊のふりをした男たちに襲わせ、それをイフィクラートが助けるという計画である。エリフィルがやってきたので、慌てて立ち去るアナクサルクであった。一方、エリフィルは、ソストラートを呼び寄せ、彼に愛を打ち明けた。神々に運命を決められてしまったがために、この恋が叶わなくなったことを悟り、嘆き悲しむエリフィルとソストラートであった。

### 第5幕
ところがクリティダスが知らせを持ってエリフィルの元へやってきた。「神様はソストラートを婿にするよう」にしてくれたのだという。イノシシに襲われたアリスティオーヌを、ソストラートが助け出したのだという。それを聞いて途端に喜びだすエリフィル。恋に破れたことを知って騒ぎ立てる王子たちだったが、そんなものを気にもかけず、華やかな出し物の見物に向かうアリスティオーヌであった。

## 成立過程
1670年1月30日、モリエールとその劇団はサン＝ジェルマン＝アン＝レーに趣き、同地の城で開かれている国王ルイ14世の演劇祝祭において、同年2月4日から数回にわたって本作を披露した。披露されたのはこの機会のみで、他の作品のようにパレ・ロワイヤルで市民向けに公演は行われていない。それどころか、この作品についてはラ・グランジュの『帳簿』において一切言及されておらず、モリエールの生前にはテキストも出版されていない。テキストが初めて出版されたのは、1682年に刊行された『モリエール全集』においてである。
この作品のアイデアをモリエールに与えたのは、国王であるようだ。序文においてモリエール自身の言葉で、それが強調されている。市民向けに公演が行われなかったのは、もともとこの作品が宮廷用に作られたことに加えて、パレ・ロワイヤルがひどく老朽化していたことが理由として挙げられる。本作は第4幕におけるヴィーナスの降臨の場面がなくては話が進まないから、そもそも大掛かりな仕掛けを使った芝居を上演できないパレ・ロワイヤルでは出来るはずもない演目だった。そのうえ、モリエールは『エリード姫』を制作した際、装飾を取り外してパリ市民向けに上演して失敗した過去があったので、なおさらそのようなことは考えなかったのである。

## 解説
本作の序文にもあるように、ありとあらゆる演劇の要素が盛り込まれている。豪華絢爛なバレエや音楽付きの牧歌劇などであるが、しかし本作品は決して17世紀前半にフランス演劇界で流行した牧歌劇の陳腐なテーマをなぞっているのではない。モリエールは牧歌劇につきものの題材（恋の賛歌、恋愛の勧めなど）を扱いながらも、牧歌劇そのものに批判的な姿勢を取っている。母親の命を救った男性がその娘との結婚を許されるという設定や、特に、豪華絢爛なバレエや吃驚するような仕掛けよりも、素朴で心の動きをそのままに表すパントマイムのほうを好むというエリフィル姫の描写には、華やかなスペクタクルに対するモリエールの冷ややかな、かつ皮肉たっぷりの姿勢が現れている。

## 日本語訳
- 『堂々たる戀人たち －喜劇・舞踊劇－』奥村実訳、（モリエール全集 第二卷 所収）、中央公論社、1934年
- 『豪勢な恋人たち』秋山伸子訳、（モリエール全集 第八巻 所収）、臨川書店、2001年